# CYBER レトロフリーク
CYBER レトロフリーク（サイバー レトロフリーク）は、サイバーガジェットが2015年10月31日に発売した、レトロゲーム互換機である。

## 概要
ゲーム機の互換機や改造コードツールなどで知られるサイバーガジェットが発売した15種類のハードウェアのゲームが遊べる互換機である。Homebrewにも対応している。スーパーファミコン用のゲームに特化した「レトロフリーク ベーシック」も発売されている（この記事では解説しない）。
大きな特徴として、レトロフリークは汎用のCPUを搭載し、エミュレータを利用してゲームの動作を再現するという方式が取られている点である。このため、チートの使用や他機種のコントローラの流用、どのタイミングでもセーブできるステートセーブ、ゲームのバックアップやFDSのBIOSの吸い出しなど実機以上の機能を持たせることに成功している。その反面、一部ゲームの動作が不安定になったり映像・音声が実機と少し異なるなどといった欠点も生じている。

## 対応ハードウェア
対応しているハードウェアと必要な物等をまとめた表を以下に掲載する。表に掲載されていないものは非対応である。
| ハードウェア名                                                                                       | 必要なもの                                                          | 備考                                                                                  |
| --- | ------------------------------------------------------------------- | ------------------------------------------------------------------------------------- |
| ファミリーコンピュータ                                                                               | 11機種対応カートリッジアダプタ                                      | 海外版（NES）はNESカートリッジコンバータを使用するとプレイ可 拡張コネクタ等は使用不可 |
| スーパーファミコン                                                                                   | 同上。 コントローラーアダプタを使用すると実機コントローラーが使用可 | 海外版（SNES）もプレイ可 拡張コネクタ等は使用不可                                     |
| ゲームボーイ                                                                                         | 同上                                                                | カラーとアドバンスも含む 通信機能は使用不可                                           |
| メガドライブ                                                                                         | 同上                                                                | NTSC、PALどちらもプレイ可 海外版もプレイ可                                            |
| PCエンジン                                                                                           | 同上                                                                | 海外版もプレイ可 スーパーグラフィックスもプレイ可                                     |
| セガ・マークIII                                                                                      | 11機種対応カートリッジアダプタとメガアダプタ                        | マイカード・マークIIIも使用可                                                         |
| ゲームギア                                                                                           | 同上                                                                |                                                                                       |
| SG-1000                                                                                              | 同上                                                                | マイカード、カートリッジ、オセロマルチビジョン用カートリッジに対応                    |
| ※ギアコンバータ使用時はSC-3000及びセガ・キーボードによるキー操作、各種周辺機器による操作には非対応。 |                                                                     |                                                                                       |

## 本体・周辺機器の仕様

### レトロフリーク
- エミュレータによって各ゲーム機の動作を再現する。
- CPU：Rockchip RK3066 CPU ARM　Cortex-A9 1.6GHz
- グラフィック：CPUに内蔵
- メモリ：512MB DDR3 RAM
- 映像出力：HDMIのみ対応。解像度は1280x720 HDCPはかかっていない。リフレッシュレートの変更が可能
- ストレージ：1.2GBのフラッシュメモリとMicroSDカード(別売り)に対応
- 電源：USB給電
- USB対応(2ポート搭載）
- コントローラは付属のコントローラやUSBゲームコントローラー、コントローラーアダプタを使用すれば実機のコントローラーが使用可能
- ゲームをSDカードにインストールし、カートリッジの差し替え無しでゲームを遊べる。ただし自己所有のゲーム以外をインストールしたりインストールしたゲームのカートリッジを売却したりすると著作権法違反となる。
- コードフリークの機能内蔵、ゲーム中にチートを使用できる。
- ゲーム画面のスクリーンショットを撮影可能
- 映像フィルタ機能搭載
- ステートセーブ対応。任意の場所でセーブし、いつでも復帰が可能。
- 日本語、英語、中国語繁体、フランス語、ドイツ語、ポーランド語に対応[1]。

### カートリッジアダプタ
ゲーム機のカートリッジを読み込む装置。11機種のカートリッジに対応。USBを3ポート搭載する。本体をカートリッジアダプタに差し込んで使用する。

### コントローラ
レトロフリークに同梱されているコントローラ。PCでも使用可能な一般的なUSBコントローラーである。10個のボタンと十字ボタンを搭載する。